# Godofredo II da Provença
Godofredo II (m. em 13 de fevereiro de 1065 ou 1067) foi o primeiro conde de Forcalquier após a morte de seu pai, Fulco Beltrão da Provença, em 1062. Seu irmão mais velho, Beltrão II, herdou o título condal, mas não o de marquês. O próprio Godofredo é considerado como um dos co-condes da Provença da época. Não se sabe se sua região de Forcalquier era considerada uma área distinta ou um domínio provençal sob seu governo.
Chegou a se casar com uma mulher chamada Ermengarda, porém não teve filhos. Quando faleceu, sua sobrinha Adelaide herdou o Condado de Forcalquier.